# George Karl
George Matthew Karl (* 12. Mai 1951 in Penn Hills, Pennsylvania) ist ein ehemaliger US-amerikanischer Basketballtrainer und -spieler. Als Head Coach war er unter anderem lange Zeit in der NBA aktiv. Im Jahr 2013 gewann er den NBA Coach of the Year Award und wurde 2022 in die Naismith Memorial Basketball Hall of Fame aufgenommen.

## Stationen als Spieler
Nach seiner Zeit an der University of North Carolina wurde Karl im Jahr 1973 an 66. Stelle von den New York Knicks gedraftet. Er wechselte allerdings sofort zu dem American-Basketball-Association-Team San Antonio Spurs. 1976 wechselte Karl mit den Spurs in die National Basketball Association (NBA). 1978 endete Karls Karriere als Basketballspieler.

## Stationen als Trainer
Nach seiner aktiven Karriere wurde Karl Trainer bei dem CBA-Team Montana Golden Nuggets. 1981 und 1983 erreichte er mit den Golden Nuggets jeweils die Finalspiele und wurde in beiden Jahren als Trainer des Jahres ausgezeichnet. 1984 bekam er die Chance als Cheftrainer in der NBA bei den Cleveland Cavaliers zu arbeiten. Nachdem er dort 1986 entlassen wurde heuerte er bei den Golden State Warriors an.
Nach einer erfolgreichen ersten Saison wurde er nach einem schlechten Start in die Saison 1987–88 entlassen. Karl trainierte nun mit den Albany Patroons erneut ein CBA-Team und wurde 1989 zum dritten Mal als Trainer des Jahres ausgezeichnet. In den Spielzeiten 1989–90 und 1991–92 trainierte er den spanischen Rekordmeister Real Madrid. Karl kehrte 1992 während der laufenden Saison in die NBA zurück. In den sieben Spielzeiten bei den Seattle SuperSonics erreichte sein Team immer die Play-offs. Mit den Sonics gewann Karl mehrfach den Titel in der Pacific Division. 
1998 wechselte Karl zu den Milwaukee Bucks. Dort baute er ein schlagkräftiges Team auf das 2001 die Conference Finals erreichte. Die Bucks unterlagen nach sieben Spielen den Philadelphia 76ers. Die nächsten Spielzeiten bei den Bucks verliefen dagegen enttäuschend. 2002 trainierte Karl die US-Auswahl bei der Basketball-Weltmeisterschaft in Indianapolis, bei denen der Gastgeber und Favorit bereits im Viertelfinale scheiterte.
2003 entließen die Bucks ihren Cheftrainer. Karl arbeitete im Anschluss als Experte bei einem Sportsender. Im Januar 2005 wurde er bei den Denver Nuggets als neuer Cheftrainer vorgestellt. Mit einer Serie von 32:8 Siegen erreichten die Nuggets überraschend doch noch die Postseason. Unter seiner Regie erreichten die Nuggets jedes Jahr die Play-offs und scheiterten 2009 erst in den Conference Finals an dem späteren NBA-Meister L. A. Lakers.
George Karl hat am 11. Dezember 2010 mit den Denver Nuggets als der siebte Trainer in der Geschichte der NBA 1000 Siege oder mehr errungen.
Für die Leistungen seines Teams im Laufe der Saison 2012/2013 erhielt Karl den NBA Coach of the Year Award. Jedoch wurde er trotzdem kurz nach darauf entlassen, da die Nuggets bereits in der ersten Runde der Play-offs gegen die Golden State Warriors ausschieden.
Nach einer längeren Pause kehrte Karl im Februar 2015 als Trainer in die NBA zurück und unterzeichnete einen Vertrag über 4 Jahre bei den Sacramento Kings. Er löste dort Tyrone Corbin ab, der zuvor als Interims-Trainer für die Kings tätig war. Nach Ablauf der Saison 2015/2016, welche für die Kings erneut außerhalb der Play-offs endete, gaben die Kings die Trennung von George Karl bekannt.